# Говернадор-Валадарис
Говернадор-Валадарис (порт. Governador Valadares) — город и муниципалитет в Бразилии, входит в штат Минас-Жерайс. Составная часть мезорегиона Вали-ду-Риу-Доси. Входит в экономико-статистический микрорегион Говернадор-Валадарис. Население составляет 260 405 человек на 2007 год. Занимает площадь 2348,100 км². Плотность населения — 110,5 чел./км².
Праздник города — 30 января.

## История
Город основан 30 января 1938 года.

## Статистика
- Валовой внутренний продукт на 2007 год составляет 1,5 миллиарда реалов (данные: Бразильский институт географии и статистики).
- Валовой внутренний продукт на душу населения на 2007 год составляет 5,859 миллионов реалов (данные: Бразильский институт географии и статистики).
- Индекс развития человеческого потенциала на 2007 год составляет 0,800 (данные: Программа развития ООН).

## География
Климат местности: тропический. В соответствии с классификацией Кёппена, климат относится к категории Aw.